# Rollen-Taste

Lage der Taste

Die Rollen-Taste bzw. Scroll-Lock-Taste ist auf jeder IBM-PC-kompatiblen Computertastatur zu finden. Das Wort kommt von „to scroll“ und „lock“ (engl. Sperre oder Schloss). Auf einigen Tastaturmodellen befindet sie sich auch mit der Beschriftung „Bildlauf“.

## Geschichte
In den 1980er Jahren, als man Texte am PC noch unter DOS verfasste und keine Maus hatte, wurde die Taste benutzt, um bei Betätigung der Pfeiltasten nicht die Schreibmarke (engl. Cursor) durch den Text zu bewegen, sondern stattdessen den sichtbaren Bildausschnitt im Text auf und ab zu bewegen. Das hatte den entscheidenden Vorteil, dass man nicht mit dem Cursor bis ans Ende des Texts gehen musste, um zu sehen, was dort steht, sondern der Cursor an der Stelle bleiben konnte, wo man zuletzt getippt hatte. Heute gibt es Mäuse mit Scrollrad und Bildlaufleisten, die ebenfalls mit der Maus gesteuert werden können. So wurde die Bedeutung der Rollentaste von der Maus verdrängt. Da einige Benutzer aber bis heute Programme verwenden, die die Benutzung dieser Taste verlangen, blieb sie auf den Tastaturen erhalten.
Das erste Mal erschien die Scroll-Lock-Taste auf der Tastatur des ersten IBM PC. In der originalen Bedienungsanleitung heißt es auf Seite 5–20 (engl.):
“This key is interpreted by appropriate application programs as indicating that the use of the cursor control keys should cause windowing over the text rather than cursor movement. Pressing the Scroll Lock key a second time reverses the action. The keyboard routine simply records the current shift state of the Scroll Lock key. It is the responsibility of the system or application program to perform the function.”
Zu deutsch:
„Diese Taste wird von geeigneten Anwendungsprogrammen so interpretiert, dass die Benutzung der Pfeil-Kontroll-Tasten ein Bewegen über den Text bewirken soll, anstatt einer Bewegung der Schreibmarke. Ein zweites Drücken der Scroll-Lock-Taste kehrt die Aktion um. Die Tastatur-Routine speichert lediglich den momentanen Status der Scroll-Lock-Taste. Es liegt in der Verantwortung des Systems oder Anwendungsprogramms, die Funktion auszuführen.“

## Heutige Verwendung

### Funktion für Software
Heute wird die Rollentaste von den meisten Programmen ignoriert, nur in wenigen modernen Programmen bewirkt sie immer noch etwas:
| Anwendung                                                                                | Funktion |
| ---------------------------------------------------------------------------------------- | --- |
| Microsoft Excel                                                                          | Die Cursortasten bewegen statt der Zellenauswahl den sichtbaren Tabellenausschnitt. Außerdem lassen sich mit den Tasten Pos1, Ende, Bild-auf und Bild-ab (Home, End, Page Up, Page Down) bei gedrückter Rollen-Taste andere Funktionen aufrufen. - Durch die Pos1/Home-Taste wird bei eingeschalteter Rollen-Taste die linke oberste Zelle markiert - Durch die Ende/End-Taste wird die rechte unterste Zelle markiert - Bild-auf und Bild-ab (Page up und Page down) verschieben den sichtbaren Ausschnitt um die aktuelle Anzahl sichtbarer Zeilen |
| Microsoft Visio                                                                          | Die Cursortasten bewegen bei aktivierter Rollen-Taste den Bildausschnitt und nicht wie sonst das markierte Element. |
| LibreOffice Calc                                                                         | Das Verhalten der Steuertasten ändert sich ähnlich wie bei Excel. Anstelle der Zellenauswahl bewegen die Steuertasten den sichtbaren Tabellenausschnitt. Die Bild-auf- und Bild-ab-Tasten verschieben den sichtbaren Ausschnitt, aber nicht die Zellenauswahl. |
| Lotus Notes                                                                              | Die Cursortasten bewegen den Bildausschnitt. |
| Konsole unter diversen Unix-Derivaten (z. B. FreeBSD) und Linux-Derivaten (z. B. Ubuntu) | Die Ausgabe wird angehalten, und mittels Cursor-Tasten bzw. „Bild auf/Bild ab“/„Page up/Page down“-Tasten kann auf bereits herausgerollte vorherige Anzeigen zurückgesprungen werden. |
| FL Studio                                                                                | Auto Scroll - De-/Aktiviert das automatische Scrollen für den Event Editor, die Piano roll, die Playlist und den Step Sequencer, wenn sich die Wiedergabemarke außerhalb des sichtbaren Fensters bewegt. |
| Teamviewer Remote                                                                        | In der Remote-Desktop-Anwendung wird die Rollen-Taste dazu benutzt, alle auf der Tastatur gedrückten Shortcuts anstelle auf den eigenen PC im Remotefenster wirken zu lassen. |

Die Tastenkombination Strg-Rollen (Ctrl-Scroll Lock) bewirkt dasselbe wie Strg-Untbr (Ctrl-Break). In Microsoft Visual Basic 5.0 und 6.0 hält diese Kombination beispielsweise das momentan in der Entwicklungsumgebung laufende Programm an. Der Grund hierfür liegt darin, dass die ersten PC-Tastaturen keine eigenständige Taste Pause / Untbr hatten, sondern Strg-Rollen für Untbr und Strg-Num für Pause verwendeten.

### Funktion für Hardware
Bei manchen KVM-Switches (Computer-Umschalter) wird über zweimalige Betätigung von „Scroll Lock“ (und je nach Modell anschließend einer Ziffer oder Cursortaste) zwischen den angeschlossenen Computern umgeschaltet. Hier kommt die Taste gerade wegen ihres seltenen Gebrauchs zum Einsatz: Fast kein Programm würde auf eine solche Tastenkombination reagieren, daher kann sie ohne Schaden für den Switch reserviert werden.

## Varianten
Die Bezeichnungen unterscheiden sich je nach Tastaturhersteller und Sprachversion:
Bei deutschen Tastaturen mit 101 und mehr Tasten etwa findet sich die Scroll-Lock-Taste meist mit der Beschriftung „Rollen“ und einem hohlen Pfeil nach unten zwischen der Druck/Print Screen- und der Pause-Taste oben im Mittelblock der Tastatur. Ihr Zustand wird unter Microsoft-Betriebssystemen wie bei der Feststelltaste und der Num-Lock-Taste meist durch eine kleine LED dargestellt. Auch Linux-Konsolen nutzen die LED standardmäßig in dieser Weise; sie kann jedoch auch von Programmen für andere Zwecke verwendet werden.